# Respect Me
Respect Me – czwarty studyjny (piąty w ogóle) album amerykańskiego rapera Lil’ Flipa. Gościnnie występują Eden, Kokane, Jay Townsend, Ceven & Bobby Moon.

## Lista utworów
1. „Respect Me” (featuring Eden)
2. „Shawty Wanna Thug” (featuring Kokane)
3. „Swangaz on Bentleys"
4. „Da #1 Fly Boy” (featuring Jay Townsend)
5. „2 Steppin'” (featuring Jay Townsend)
6. „I'm Still On"
7. „I Got 2 Be” (featuring Jay Townsend)
8. „Real Life"
9. „I'm Back” (featuring Jay Townsend)
10. „On My Grind"
11. „D-Boyz"
12. „Murdera's"
13. „Swagga Jackin'” (featuring Ceven)
14. „Let Me Do Me"
15. „Supafly (Hands On High)” (featuring Bobby Moon)
16. „Stop Lyin'"